# العلاقات التشادية الكورية الجنوبية
العلاقات التشادية الكورية الجنوبية هي العلاقات الثنائية التي تجمع بين تشاد وكوريا الجنوبية.

## مقارنة بين البلدين
هذه مقارنة عامة ومرجعية للدولتين:
| وجه المقارنة                                              | تشاد                      | كوريا الجنوبية                                                          |
| --------------------------------------------------------- | ------------------------- | ----------------------------------------------------------------------- |
| المساحة (كم2)                                             | 1.28 مليون                | 100.30 ألف                                                              |
| عدد السكان (نسمة)                                         | 15.23 مليون               | 51.47 مليون                                                             |
| الكثافة السكانية (ن./كم²)                                 | 11.9                      | 513.16                                                                  |
| العاصمة                                                   | انجمينا                   | سول                                                                     |
| اللغة الرسمية                                             | لغة فرنسية، اللغة العربية | اللغة الكورية                                                           |
| العملة                                                    | فرنك وسط أفريقي           | وون كوري جنوبي                                                          |
| الناتج المحلي الإجمالي (بليون دولار)                      | 9.98 مليار                | 1.53 تريليون                                                            |
| الناتج المحلي الإجمالي (تعادل القوة الشرائية) بليون دولار | 30.54 مليار               | 1.75 تريليون                                                            |
| الناتج المحلي الإجمالي الاسمي للفرد دولار أمريكي          | 775                       | 27.22 ألف                                                               |
| الناتج المحلي الإجمالي للفرد دولار أمريكي                 | 2.18 ألف                  |                                                                         |
| مؤشر التنمية البشرية                                      | 0.392                     | 0.901                                                                   |
| رمز المكالمات الدولي                                      | +235                      | +82                                                                     |
| رمز الإنترنت                                              | .td                       | .kr                                                                     |
| المنطقة الزمنية                                           | ت ع م+01:00               | توقيت كوريا الجنوبية، ت ع م+09:00، آسيا/سيول ‏، ت ع م+08:00، ت ع م+08:30 |

## منظمات دولية مشتركة
يشترك البلدان في عضوية مجموعة من المنظمات الدولية، منها:
| علم المنظمة | اسم المنظمة                               | تاريخ انضمام تشاد | تاريخ انضمام كوريا الجنوبية |
| ----------- | ----------------------------------------- | ----------------- | --------------------------- |
|             | مؤسسة التمويل الدولية                     | 2 أبريل 1998      | 16 مارس 1964                |
|             | منظمة حظر الأسلحة الكيميائية              | ?                 | ?                           |
|             | يونسكو                                    | 19 ديسمبر 1960    | 14 يونيو 1950               |
|             | البنك الإفريقي للتنمية                    | ?                 | ?                           |
|             | الأمم المتحدة                             | 20 سبتمبر 1960    | 17 سبتمبر 1991              |
|             | منظمة الشرطة الجنائية الدولية             | ?                 | ?                           |
|             | البنك الدولي للإنشاء والتعمير             | 10 يوليو 1963     | 26 أغسطس 1955               |
|             | الاتحاد البريدي العالمي                   | ?                 | ?                           |
|             | مؤسسة التنمية الدولية                     | 7 نوفمبر 1963     | 18 مايو 1961                |
|             | منظمة التجارة العالمية                    | ?                 | ?                           |
|             | المركز الدولي لتسوية المنازعات الاستشارية | 14 أكتوبر 1966    | 23 مارس 1967                |
|             | وكالة ضمان الاستثمار متعدد الأطراف        | 11 يونيو 2002     | 12 أبريل 1988               |

## وصلات خارجية
- موقع وزارة الخارجية الكورية الجنوبية